# Cliff Jones (informático)
Clifford "Cliff" B. Jones FREng (nacido el 1 de junio de 1944) es un informático británico, especializado en la investigación de métodos formales. Realizó una tesis doctoral tardía en el Laboratorio de Informática de la Universidad de Oxford (ahora Departamento de Informática de la Universidad de Oxford) bajo la dirección de Tony Hoare, concedida en 1981. La tesis de Jones propuso una extensión de la lógica de Hoare para manejar programas concurrentes, rely/guarantee.
Antes de su doctorado, Jones trabajó para IBM, entre los laboratorios de Hursley y Viena. En Viena, Jones trabajó con Peter Lucas, Dines Bjørner y otros en el Método de Desarrollo de Viena (VDM), originalmente como método para especificar la semántica formal de los lenguajes de programación, y posteriormente para especificar y verificar programas.
Cliff Jones fue profesor en la Universidad Victoria de Manchester en los años 80 y principios de los 90, trabajó en la industria en Harlequin durante un tiempo y ahora es profesor de Ciencias de la Computación en la Universidad de Newcastle. Ha sido redactor jefe de la revista Formal Aspects of Computing.
Además de los métodos formales, Jones también se interesa por los aspectos interdisciplinarios de la informática y la historia de la informática.

## Libros
Jones es autor y editor de muchos libros, entre ellos:
- Lenguajes de programación comprensivos, Jones, C.B. Salmer, Cham. Impresión  ISBN 978-3-030-59256-1 / on-line    (2020).
- Reflexiones en el Trabajo de C.Un.R. Hoare, Roscoe, Un.W., Jones, C.B. Y Madera, K. (eds.). Salmer.  ISBN 978-1-84882-911-4 (2010).
- VDM: Une methode rigoureuse vierte le desarrollo du logiciel,  Jones, C.B. Masson, París.  ISBN 2-225-82812-1 (1993).
- MURAL: Un Sistema de Soporte de Desarrollo Formal, Jones, C.B., Jones, K.D., Lindsay, P.Un. Y Moore, R. (eds.). Salmer-Verlag.  ISBN 3-540-19651-X (1991).
- Desarrollo de Software sistemático que utiliza VDM (2.ª Edición), Jones, C.B. Prentice Sala Serie Internacional en Informática, Prentice Sala.  ISBN 0-13-880733-7, 1990
- Estudios de caso en Desarrollo de Software Sistemático, Jones, C.B. Y Shaw, R.C.F. (eds.). Prentice Sala Serie Internacional en Informática, Prentice Sala.  ISBN 0-13-116088-5 (1989).
- Ensayos en Computar Ciencia, Hoare, C.Un.R. Y Jones, C.B. Prentice Sala Serie Internacional en Informática, Prentice Sala.  ISBN 0-13-284027-8 (1989).
- Desarrollo de Software sistemático que utiliza VDM, Jones, C.B. Prentice Sala Serie Internacional en Informática, Prentice Sala.  ISBN 0-13-880717-5 (1986).
- Lenguajes de programación y su Definición: Seleccionó Papeles de Hans Bekic (1936@–1982), Jones, C.B. (Editor). Notas de conferencia en Informática, Volumen 177, Salmer-Verlag.  ISBN 3-540-13378-X (1984).
- Software y Especificación formales Desarrollo, Bjørner, D. Y Jones, C.B. Prentice Sala Serie Internacional en Informática, Prentice Sala.  ISBN 0-13-329003-4 (1982).
- Desarrollo de software: Una Aproximación Rigurosa,  Jones, C.B. Prentice Sala Serie Internacional en Informática, Prentice Sala.  ISBN 0-13-821884-6 (1980).
- El Método de Desarrollo de la Viena: El Meta-Lengua, Bjørner, D. Y Jones, C.B. (Editores). Notas de conferencia en Informática, Volumen 61, Salmer-Verlag.  ISBN 3-540-08766-4 (1978).